# Liste der Kulturdenkmäler in Klosterkumbd
In der Liste der Kulturdenkmäler in Klosterkumbd sind alle Kulturdenkmäler der rheinland-pfälzischen Ortsgemeinde Klosterkumbd aufgeführt. Grundlage ist die Denkmalliste des Landes Rheinland-Pfalz (Stand: 27. Oktober 2023).

## Einzeldenkmäler
| Bezeichnung | Lage                   | Baujahr                            | Beschreibung                                                                                           | Bild |
| ----------- | ---------------------- | ---------------------------------- | --- | ---- |
| Quereinhaus | Hauptstraße 7 Lage     | 19. Jahrhundert                    | Fachwerk-Quereinhaus, teilweise verschiefert, 19. Jahrhundert; bauliche Gesamtanlage mit Nebengebäuden | BW   |
| Brunnen     | Im Eck, bei Nr. 5 Lage | zweite Hälfte des 19. Jahrhunderts | Gusseisenbecken, Schwengelpumpe, Rheinböllener Hütte, zweite Hälfte des 19. Jahrhunderts               | BW   |
| Quereinhaus | Mühlenweg 4 Lage       | frühes 19. Jahrhundert             | Quereinhaus, Fachwerk mit K-Streben, frühes 19. Jahrhundert                                            | BW   |